# Eleking
Eleking (エレキング Erekingu) è un kaijū immaginario originariamente apparso nella serie tokusatsu Ultraseven, durante la storyline di due episodi The Secret of Lake (episodi 3).
Il soprannome di Eleking è Mostro Spaziale (宇宙怪獣 Uchū Kaijū)

## Ultraseven (1967)
Eleking è un mostro creato e cresciuto da due gemelle aliene, che lo hanno sguinzagliato sulla Terra dopo aver rubato l'Ultra Eye a Dan, il che gli ha impedito di assumere la forma di Ultraseven. Senza Ultraseven, Eleking fu libero di causare distruzione. Fortunatamente, Dan rilascia Miclas, uno dei suoi mostri capsula  per combattere e distrarre Eleking mentre insegue le due aliene per riprendersi l'Ultra Eye. I due mostri combatterono ferocemente nel lago, ma Miclas venne alla fine sconfitto dalla lunga coda a frusta di Eleking e dalle sue scariche elettriche. Dopo la sconfitta di Miclas, tutto sembrava perduto, finché Dan ha finalmente recuperato l'Ultra Eye dopo aver seguito le gemelle nel loro nascondiglio, una astronave, dalla quale controllavano Eleking. Dan si trasforma rapidamente in Ultraseven e attaccò Eleking. Eleking cercò di battere Ultraseven con le sue scariche elettriche, ma l'Ultra Hero riesce a liberarsi dalla morsa della sua coda, e poi distrusse le antenne di Eleking con il Raggio Emerium prima di tagliarlo a pezzi con l'Eye Slugger.
Eleking è alto 53 metri e pesa 25 000 tonnellate. Ha la pelle di colore giallo pallido ricoperta da strisce nere. Ha l'aspetto di un'anguilla con gambe e braccia e una coda molto lunga. Eleking è un mostro elettrico capace di nuotare. Può anche sputare delle lame di energia dalla sua bocca. Eleking ha due antenne rotanti al posto degli occhi.

## Ultra Galaxy Daikaiju Battle (2007)
In questa serie Eleking è inizialmente un mostro antagonista che combatterà contro Gomora, ma poi Rei lo inserisce nel suo Battle Nizer e da quel momento aiuterà Gomora, Litra e gli altri a combattere i mostri malvagi.